# Julielynn Wong
Pour les articles homonymes, voir Wong.
Julielynn Yee-Ching Wong est médecin, scientifique et pilote, reconnue internationalement pour l'utilisation de l'impression 3D pour fournir des solutions de soins médicaux aux environnements éloignés, y compris dans l'espace extra-atmosphérique. Julielynn Wong est la fondatrice et présidente de deux organisations : 3D4MD et Medical Makers.

## Jeunesse et formation
Julielynn Wong grandit à Toronto, en Ontario, au Canada. Son père, ses deux oncles, ses deux cousins et son beau-frère sont tous médecins. Julielynn Wong s'est jointe aux Guides du Canada, puis, à l'âge de 13 ans, s'est jointe aux Cadets de l'Aviation royale du Canada. Elle fréquente l'école secondaire Earl Haig. Elle obtient sa licence de pilote de planeur à l'âge de 16 ans.
Elle poursuit ses études à la faculté de médecine de l'Université Queen's, à Kingston, Ontario, Canada. En 2002, Julielynn Wong participe à une session d'été à l'Université internationale de l'espace à Pomona, en Californie,. Elle y collabore avec 53 étudiants sur le projet HI-STAR ("Health Improvements through Space Technologies and Resources"), qui a pour objectif de lutter contre le paludisme en utilisant une combinaison de satellites, de GPS et de matériel de télédétection pour suivre les cas de paludisme et les facteurs influençant la reproduction des moustiques responsables de la maladie. Julielynn Wong participe ensuite à la présentation de cette idée au Comité des Nations Unies sur les utilisations pacifiques de l’espace extra-atmosphérique, et elle poursuit ses recherches sur HI-STAR dans le cadre du programme Healthy Planet de la NASA.
Après avoir terminé ses études de médecine en 2005, Julielynn Wong reçoit une bourse commémorative Frank Knox pour terminer une maîtrise en santé publique à l'Université Harvard,. Dans le cadre de sa formation en santé publique, elle participe au développement de l'incubateur d'entreprises sociales, Singularity University, où elle découvre l'impression 3D et comment la technologie peut être utilisée au profit de l'humanité .
Elle est certifiée en médecine aérospatiale, en médecine préventive générale et en santé publique,. En dehors de la médecine, Julielynn Wong est une pilote agréée et une pilote de drone, et elle a volé en tant que chercheuse en microgravité dans le programme de vol parabolique de la NASA.

## Carrière
Julielynn Wong a fondé et dirige le Centre for Innovative Technologies and Public Health (CITPH) à Toronto. L'objectif du CITPH est d'utiliser l'innovation et la technologie pour amener à l'amélioration de la qualité, à la réduction des coûts et à l'amélioration de l'accès à la santé publique.

### 3D4MD
En 2011, Julielynn Wong fonde 3D4MD, dont la mission est de procurer des fournitures de santé imprimables en 3D pour être à la portée des communautés éloignées, et de garantir que les modèles de fournitures médicales imprimables en 3-D disponibles en open source sont sûrs à utiliser,. 
Pour ce faire, Julielynn Wong conçoit une imprimante 3D ultra-portable à énergie solaire capable de produire des fournitures médicales sur place,,. En outre, 3D4MD construit une bibliothèque numérique de modèles imprimables en 3D pour rendre les fournitures médicales disponibles sur demande, à faible coût.
Made In Space a invité Wong à mener des recherches à bord de la Station spatiale internationale. Au cours de ses recherches dans cette mission, elle propose que des fournitures médicales, comme des attelles de doigt personnalisées et des outils dentaires trois en un, puissent être imprimées en 3D dans l'espace,. 
Elle est ensuite invitée à être l'agent de santé et de sécurité pour une simulation de mission de deux semaines dans la station de recherche éloignée du désert de Mars dans l'Utah, aux États-Unis, où elle peut tester sa théorie de l'impression 3D de fournitures médicales dans l'espace,,. Ses tests sont couronnés de succès, ce qui entraîne rapidement à travailler sur la généralisation de sa théorie dans l'espace,.
Le 25 janvier 2016, en l'honneur du 30e anniversaire de la catastrophe de la navette spatiale Challenger, Julielynn Wong est invitée aux côtés de trois autres femmes scientifiques (l'ingénieure aérospatiale Michelle Courtney, la scientifique de la NASA LaShelle Spencer et l'ingénieure mécanique Leah Honey) à participer à un programme de simulation d'une mission de trente jours au centre Johnson Space Center de la NASA,,. Cette simulation de mission faisait partie du module en trois phases de l'Human Exploration Research Analog (HERA), que la NASA utilise pour étudier les effets du vol spatial sur les humains. Julielynn Wong est ingénieur de vol de la mission,.
Le 11 janvier 2017, des astronautes à bord de la Station spatiale internationale ont utilisé une imprimante 3D de bureau pour imprimer des fournitures médicales, en utilisant des plans diffusés par 3D4MD,,.

### Medical Makers
En 2017, Wong a fondé Medical Makers, une organisation mondiale basée à Toronto, pour créer des prototypes d'impression 3D pour les patients et les prestataires de soins de santé, et enseigner aux autres comment utiliser cette technologie pour créer des solutions durables,. L'organisation compte, en 2018, 150 membres qui travaillent dans quinze villes canadiennes et dix pays. Medical Makers est impliqué dans divers petits projets, comme la collaboration avec l'organisation non gouvernementale Ghana Medical Helps pour créer un anneau permettant la réutilisation des bidons d'aspiration médicaux. Julielynn Wong emmène en novembre 2017 une équipe de Medical Makers à la station de recherche du désert de Mars pour tester des prototypes, et prévoit d'y envoyer plus tard deux équipages supplémentaires.
En 2018, Julielynn Wong conçoit un module d'enseignement au centre d'apprentissage Challenger du Centre des sciences de l'Ontario (un simulateur spatial), où les participants devront imprimer en 3D une attelle de doigt personnalisée à l'aide d'une imprimante 3D, semblable à celle des astronautes à bord de la Station spatiale internationale,. En mars 2018, un Medical Make-A-Thon a lieu à Kingston, en Ontario, où les participants suivent un cours le week-end pour créer des codes d'impression 3D et développer des solutions aux problèmes actuels auxquels sont confrontés les patients et les fournisseurs de soins de santé.

### Communication scientifique et engagement public
Julielynn Wong est invitée comme conférencière pour plusieurs événements, notamment à l'ONU, à Google Canada, au Smithsonian, à la Marche pour la science de Toronto en 2018 et à plusieurs événements TEDx,,. Elle utilise son expertise clinique et scientifique pour commenter des questions pertinentes pour les médias, notamment CTV News, Toronto Star et CNN,,. Elle a également été journaliste médicale pour ABC News et a contribué à Forbes et au Huffington Post.
Elle apparaît dans son propre rôle, comme médecin de la santé publique, dans Space's Deepest Secrets, une série télévisée documentaire, dans l'épisode intitulé « Inside the New Space Race », diffusé le 5 septembre 2017.

## Prix et reconnaissance
- Prix de leadership étudiant de l'Association médicale canadienne (2004)[7],[26].
- Best in 3D Printing Award au Toronto Inclusive Design A11Y Hackathon (2015)[27].
- Bourse d'innovation Joule de l' Association médicale canadienne (2016)[12].
- Prix de l'innovation en recherche et développement de la Direction générale de la recherche et du développement des sciences de la vie de l'Association médicale aérospatiale (2016).
- Membre émérite de la Journée des femmes entrepreneurs des Nations unies.

## Brevets
- Outil dentaire multifonctionnel.

## Sélection de publications académiques
- Goehlich RA, Blanksby C, Goh GM, Hatano Y, Pečnike B et Wong JY. "Spin-offs spatiaux: les faire connaître, améliorer leur utilisation." Politique spatiale. 21: 4, 307-312. 2005.
- Wong, JY. «Imprimantes 3D solaires ultra-portables pour la fabrication sur site de ressources médicales». Performance médicale et humaine aérospatiale. 86 (9): 830-4. 2015.
- Wong, JY. "Impression 3D sur site d'attelles de maillet personnalisées fonctionnelles pour les membres d'équipage analogiques de Mars." Performance médicale et humaine aérospatiale. 86 (10): 911-4. 2015.
- Wong, JY. «Applications d'impression 3D pour les missions spatiales». Performance médicale et humaine aérospatiale. 87 (6): 580-582. 2016.
- Wong JY et Pfahnl AC. "Instruments chirurgicaux imprimés en 3D évalués par un équipage simulé d'une mission sur Mars." Performance médicale et humaine aérospatiale. 87 (9): 806-10. 2016.

## Sources
- (en) Cet article est partiellement ou en totalité issu de l’article de Wikipédia en anglais intitulé « Julielynn Wong » (voir la liste des auteurs).